# بحيرة روس
سد نهر روس Ross River Dam

يقع سد نهر روس في نهاية طريق النهر في مدينة تاونسفيل، أستراليا، يشكل أهم 

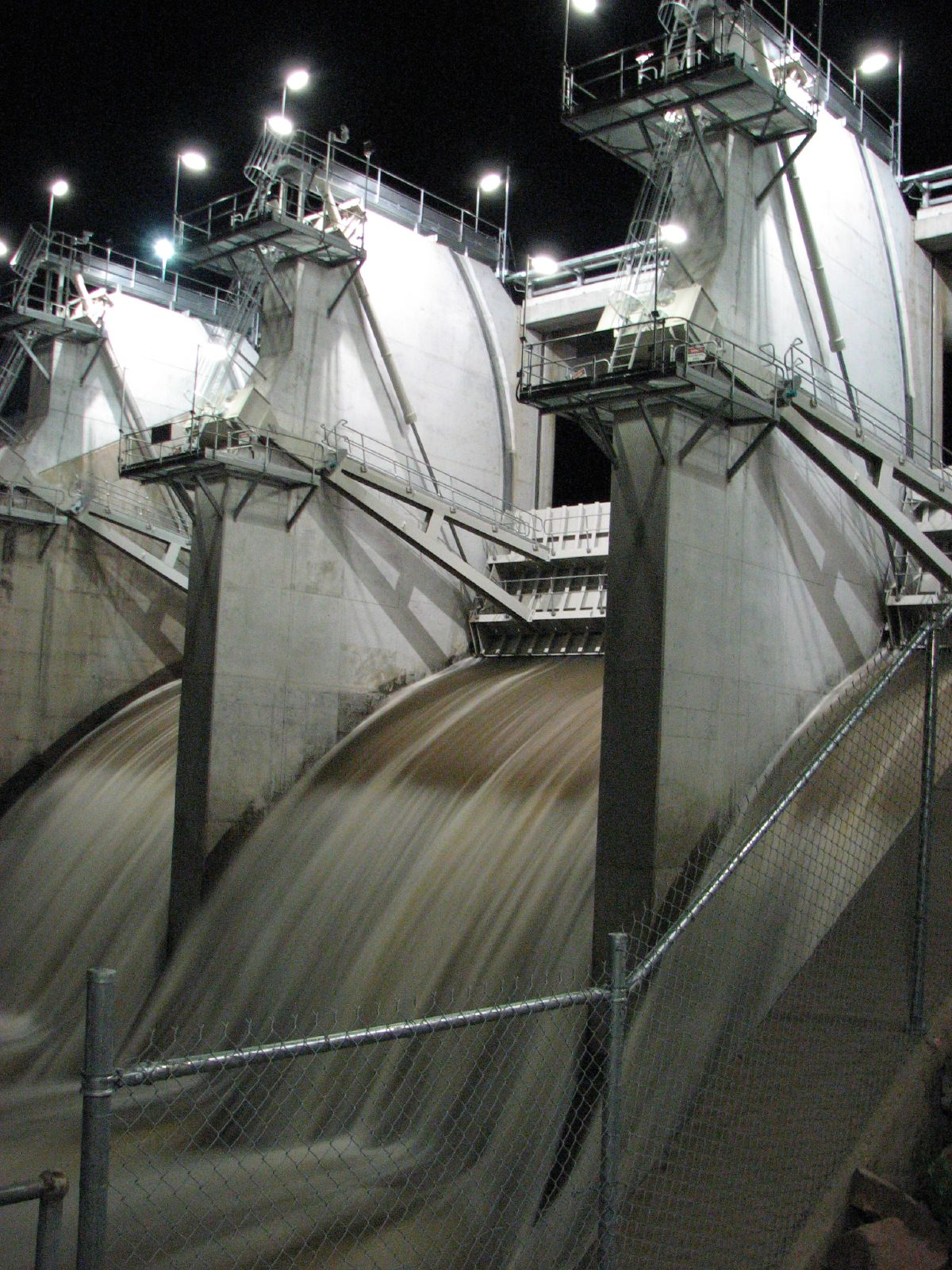
سد نهر روس

 إمدادات المياه الرئيسية في المنطقة، شُيد من قبل شركة لايتون القابضة في عام 1971 لأغراض تخفيف آثار الفيضانات وتخزين المياه، السد يعتبر الأطول في نصف الكرة الجنوبي، بطول 8. 35 كم وبارتفاع 27 متر ومسطح مائي مساحته 270 كم2، عندما يفيض السد فإنه يتدفق عبر نهر روس.